# Formozotroctes
Formozotroctes is een kevergeslacht uit de familie van de boktorren (Cerambycidae). De wetenschappelijke naam van het geslacht werd voor het eerst geldig gepubliceerd in 2007 door Tavakilian & Néouze.

## Soorten
Formozotroctes is monotypisch en omvat slechts de volgende soort:
- Formozotroctes toulgoeti Tavakilian & Néouze, 2007